# David J. Baker

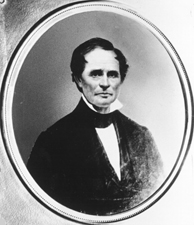
David J. Baker

David Jewett Baker (* 7. September 1792 in East Haddam, Connecticut; † 6. August 1869 in Alton, Illinois) war ein US-amerikanischer Jurist und Politiker, der den Bundesstaat Illinois einen Monat lang im US-Senat vertrat. Er gehört zu den Senatoren mit der kürzesten Amtsdauer.
Als Junge zog David Baker mit seinen Eltern ins Ontario County im Staat New York, wo er die öffentlichen Schulen besuchte. 1816 machte er seinen Abschluss am Hamilton College in Clinton; danach studierte er die Rechtswissenschaften und wurde 1819 in die Anwaltskammer von Illinois aufgenommen. Seine erste Kanzlei eröffnete er in Kaskaskia.
Von 1827 bis 1830 war Baker dann Richter am Vormundschaftsgericht des Randolph County. Er legte dieses Amt nieder, nachdem er für die Demokratische Partei in den US-Senat berufen worden war. Dort nahm er ab dem 12. November 1830 den Platz des verstorbenen John McLean ein. Seine Amtszeit endete jedoch bereits am 11. Dezember desselben Jahres, nachdem er für die Nachwahl nicht aufgestellt worden war; das Mandat ging dann an John McCracken Robinson.
Im Jahr 1833 wurde David Baker dann zum Bundesstaatsanwalt für den Gerichtsbezirk von Illinois ernannt, was er bis 1841 blieb. Danach arbeitete er wieder als Rechtsanwalt.